# 土屋京子
土屋 京子（つちや きょうこ、1956年 - ）は、日本の翻訳家。

## 来歴
愛知県名古屋市出身。愛知県立旭丘高等学校、東京大学教養学部卒。
英語の文学作品などを翻訳、『EQ』『ワイルド・スワン』『マオ 誰も知らなかった毛沢東』などをベストセラーにしている。

## 翻訳
- 『地球を救うかんたんな50の方法』（ジ・アース・ワークスグループ編、講談社） 1990
- 『ワイルド・スワン』（ユン・チアン、講談社） 1993、のち講談社文庫、講談社+α文庫 2017
- 『エンド・オブ・サマー』（ジョン・L・ラム、講談社） 1995
- 『沈まない太陽』（ジェームズ・ファローズ、講談社） 1995
- 『2万5千年の夜明け』（マーク・カンター、講談社） 1997
- 『待ち暮らし』（ハ・ジン、早川書房） 2000
- 『ヤァヤァ・シスターズの聖なる秘密』（レベッカ・ウェルズ、早川書房） 2000
- 「クワイナー一家の物語」（マリア・D・ウィルクス、福音館書店）
1『ブルックフィールドの小さな家』  2001
2『十字路の小さな町』 2002
3『森の小さな開拓地』 2002
4『コンコード・ヒルの上で』 2003
- 「クワイナー一家の物語」（シーリア・ウィルキンズ、福音館書店）
5『せせらぎのむこうに』 2008
6『湖のほとりの小さな町』 2009
7『二人の小さな家』 2010
- 『南極点より愛をこめて』（ジェリ・ニールセン,メアリアン・ヴォラーズ共著、講談社） 2002
- 『赤ちゃんがピタリ泣きやむ魔法のスイッチ』（ハーヴェイ・カープ、仁志田博司監修、講談社） 2003
- 『マオ 誰も知らなかった毛沢東』上・下（ユン・チアン/ジョン・ハリデイ、講談社） 2005
改題新版『真説 毛沢東　誰も知らなかった実像』上・下（講談社＋α文庫） 2016
- 『秘密の花園』（フランシス・エリザ・ホジスン・バーネット、光文社古典新訳文庫） 2007
- 『鹿と少年』上・下（マージョリー・キーナン・ローリングズ、光文社古典新訳文庫） 2008
  - 改題『仔鹿物語』上・下 2012
- 『枯れてたまるか!』（デイヴィッド・ブラウン、講談社） 2010
- 『部屋』（エマ・ドナヒュー、講談社） 2011、講談社文庫（上・下） 2014
- 『トム・ソーヤーの冒険』（マーク・トウェイン、光文社古典新訳文庫） 2012
- 『スーツケースの中の少年』（レナ・コバブール,アニタ・フリース、講談社文庫） 2013
- 『ハックルベリー・フィンの冒険』上・下（マーク・トウェイン、光文社古典新訳文庫） 2014
- 『あしながおじさん』（ジーン・ウェブスター、光文社古典新訳文庫） 2015
- 「ナルニア国物語」全7巻（C・S・ルイス、光文社古典新訳文庫）
  1. 『魔術師のおい』 2016
  2. 『ライオンと魔女と衣装だんす』 2016
  3. 『馬と少年』 2017
  4. 『カスピアン王子』 2017
  5. 『ドーン・トレッダー号の航海』 2017
  6. 『銀の椅子』 2017
  7. 『最後の戦い』 2018
- 『バタフライ 17歳のシリア難民少女がリオ五輪で泳ぐまで』（ユスラ・マルディニ,ジョジー・ルブロンド、朝日新聞出版） 2019
- 『小公子』（バーネット、光文社古典新訳文庫） 2021.3
- 『小公女』（バーネット、光文社古典新訳文庫） 2021.4
- 『アンクル・トムの小屋』（ハリエット・ビーチャー・ストウ、光文社古典新訳文庫） 2022.2

### クリストファー・ライク
- 『匿名口座』（クリストファー・ライク、講談社） 1998、のち講談社文庫
- 『謀略上場』（クリストファー・ライク、ランダムハウス講談社） 2004
- 『テロリストの口座』（クリストファー・ライク、ランダムハウス講談社） 2007

### ビジネス書
- 『人生を成功させる7つの秘訣』（スティーヴン・コーヴィー、日下公人共訳、講談社） 1990
- 『EQ～こころの知能指数』（ダニエル・ゴールマン、講談社） 1996、のち講談社+α文庫
- 『EQリーダーシップ 成功する人の「こころの知能指数」の活かし方』（ダニエル・ゴールマン,リチャード・ボヤツィス,アニー・マッキー、日本経済新聞社） 2002
- 『なぜみんなスターバックスに行きたがるのか?』（スコット・ベドベリ、講談社） 2002
- 『なぜイヤなやつほど出世するのか ナルシシストがビジネスを支配する』（マイケル・マコビー、講談社） 2004
- 『SQ生きかたの知能指数 ほんとうの「頭の良さ」とは何か』（ダニエル・ゴールマン、日本経済新聞出版社） 2007
- 『フォーカス 集中力』（ダニエル・ゴールマン、日本経済新聞出版社） 2015、のち日経ビジネス人文庫 2017